# Plantec
Plantec ist eine Folk-Rock-Gruppe aus der Bretagne. Die Band wurde im Jahr 2002 von Yannick und Odran Plantec gegründet und bewegt sich zwischen traditioneller bretonischer Musik, Rock und Electro.

## Diskografie

### Studioalben
- 2004: Reverzhi (Créon Music)
- 2006: Plantec (Aztec Musique)
- 2007: A-Raok (Aztec Musique)
- 2010: Mekanik (Aztec Musique)
- 2012: Awen (Aztec Musique)
- 2015: Kontakt (Aztec Musique)
- 2020: Hironaat (Fury Breizh, Coop Breizh)

### Konzertalben
- 2009: Plantec Live (Coop Breizh, Aztec Musique)
- 2018: Festival Interceltique De Lorient (Fury Breizh, Coop Breizh)

### Kompilationen
- 2006: 36eme Festival Interceltique de Lorient- L'année de l'Australie (Keltia Musique)
- 2009: Rock E Breizh - 30 Ans De Rock En Breton (Mass Productions)
- 2010: Spirit of Celtic (Wagram Music)
- 2013: Best of (Aztec Musique)